# Ospriocerus tinkhami
Ospriocerus tinkhami là một loài ruồi trong họ Asilidae. Ospriocerus tinkhami được Bromley miêu tả năm 1951. Loài này phân bố ở vùng Tân Bắc giới.